# Guntebach
Der Guntebach ist ein gut 7 Kilometer langer Wildbach mit einem grossen Gefälle in den Berner Voralpen, der bei Gunten (berndeutsch «Gunte») in den Thunersee mündet. Er ist somit ein Zufluss der Aare und gehört zum Einzugsbereich des Rheins.

## Geographie
Das Quellgebiet des Guntebachs befindet sich im Gebiet der Bergweiden von Alpiglen und Bodmi nordöstlich von Sigriswil. Der Bach entwässert zusammen mit dem Zulgbach und dem Stampach das Berggebiet unter der Westflanke des Sigriswilgrats. Er fliesst im ersten, 2,5 Kilometer langen Abschnitt im bewaldeten Gärsteregrabe durch das Weidegebiet gegen Westen und durchquert dabei das ausgedehnte Moor «Widmoos/Endorfallmi», das als wertvolles Naturschutzgebiet mit Hochstaudenried und Nasswiesen im Bundesinventar der Flachmoore von nationaler Bedeutung aufgeführt ist.
Westlich von Gerstern erreicht der Guntebach den Feldmoosgrabe und fliesst von dort an gegen Südwesten im Büelgrabe und danach durch die tiefe Gumischlucht (oder Guntebachschlucht) zum Thunersee, wo er ein kleines Delta aufgeschüttet hat.
Aus der Landschaft von Schwanden bei Sigriswil, am Südhang des Berges Blueme, fliessen mehrere Nebenbäche, unter anderem der Mülibach, zum Staldegrabe und in das Tal des Guntebachs. Zwischen den Ortschaften Sigriswil und Tschingel steht am Bach die ehemalige Grabenmühle, bei welcher sich heute ein Freizeitpark befindet.
Sieben Strassenbrücken führen über den Guntebach, zwei davon am Oberlauf im Alpgebiet, zwei weitere bei der Grabenmühle und drei im Dorf Gunten; die letzte Brücke liegt im Verlauf der Hauptstrasse 221 (H 221), auch Seestrasse genannt, die dem Nordufer des Thunersees entlang die Stadt Thun mit Interlaken verbindet.
Die Guntebachschlucht (Gummischlucht) ist mit einem Fussweg, der dem alten Kirchweg von Aeschlen nach Sigriswil entspricht, und der 344 Meter langen Panoramabrücke Sigriswil, einer Fussgängerhängebrücke, erschlossen. Über die Panoramabrücke führt eine Etappe des «Panorama-Rundwegs Thunersee».

## Hochwasser
Der Wildbach verursacht bei Hochwasser mit Geröll und Schlamm oft schwere Schäden im Dorf Gunten und überschwemmt auch die Kantonsstrasse 221 (H 221). Nach einem besonders schweren Hochwasserereignis wurde eine Geschiebesperre am Unterlauf gebaut. Nach 2010 errichtete der Kanton Bern einen grossen Geschiebesammler im Bachbett oberhalb von Gunten.

## Bilder

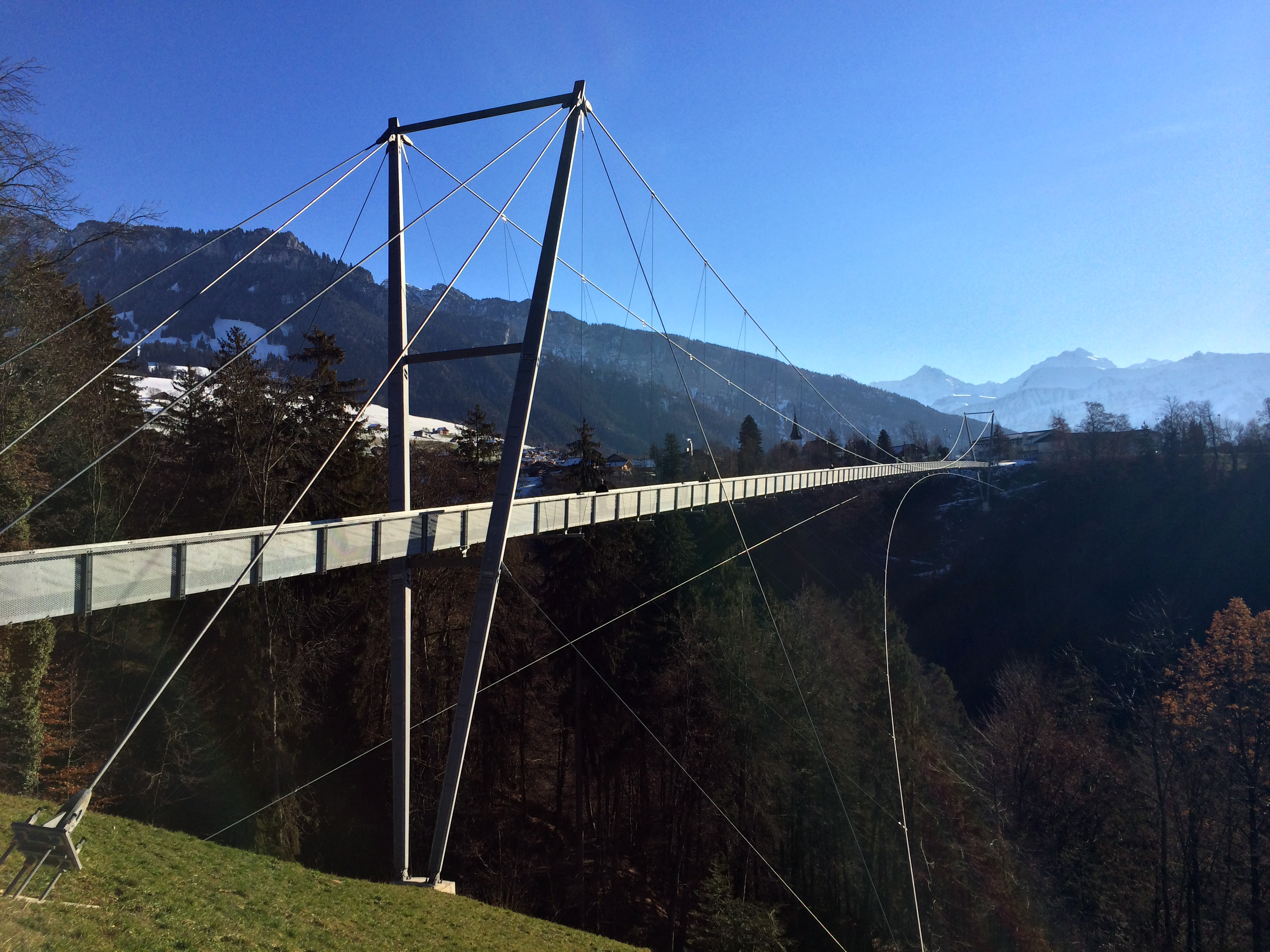
Hängebrücke über die Guntebachschlucht
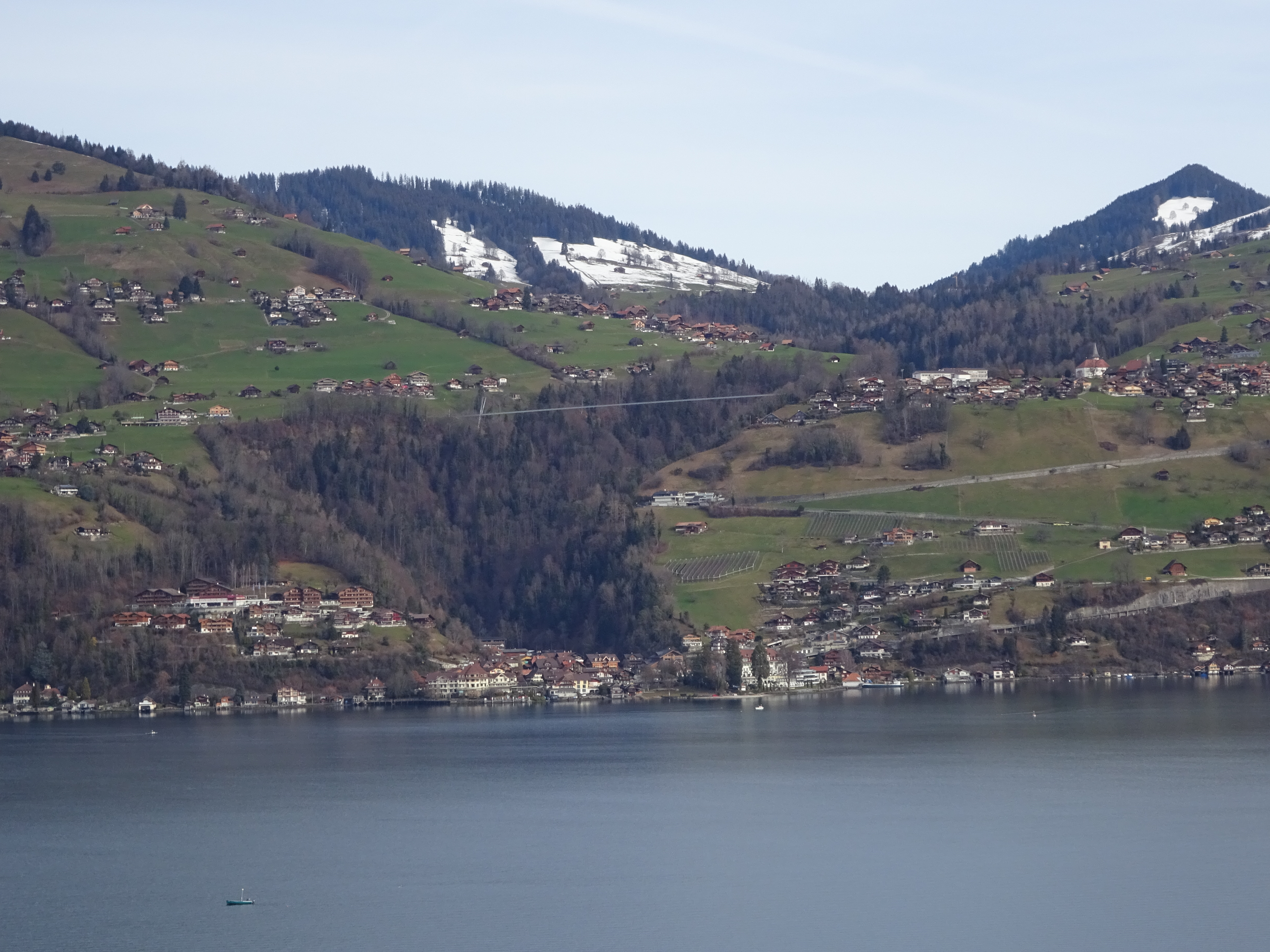
Das Dorf Gunten am Thunersee mit der bewaldeten Guntebachschlucht
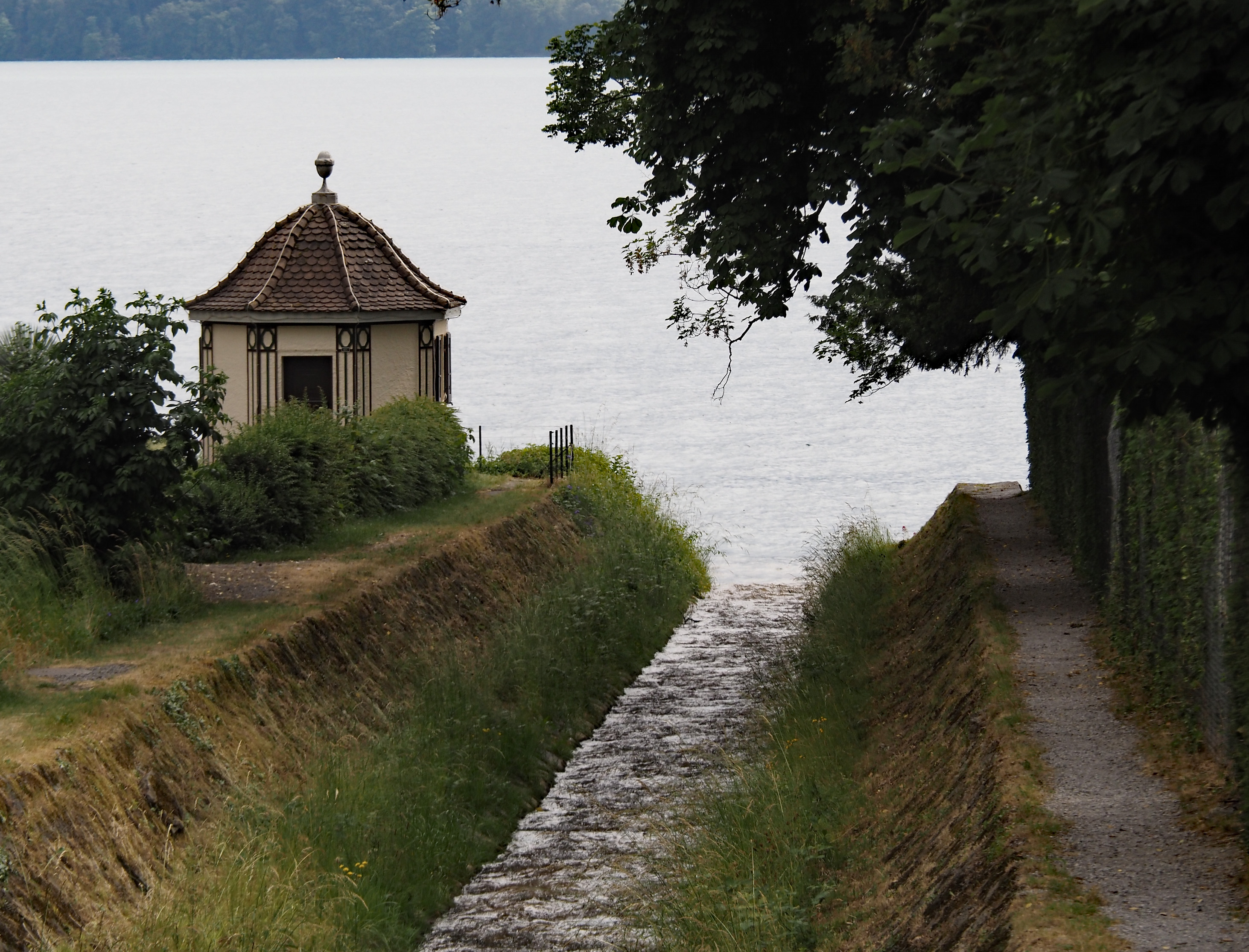
Mündung in den Thunersee